# キタホオジロガモ

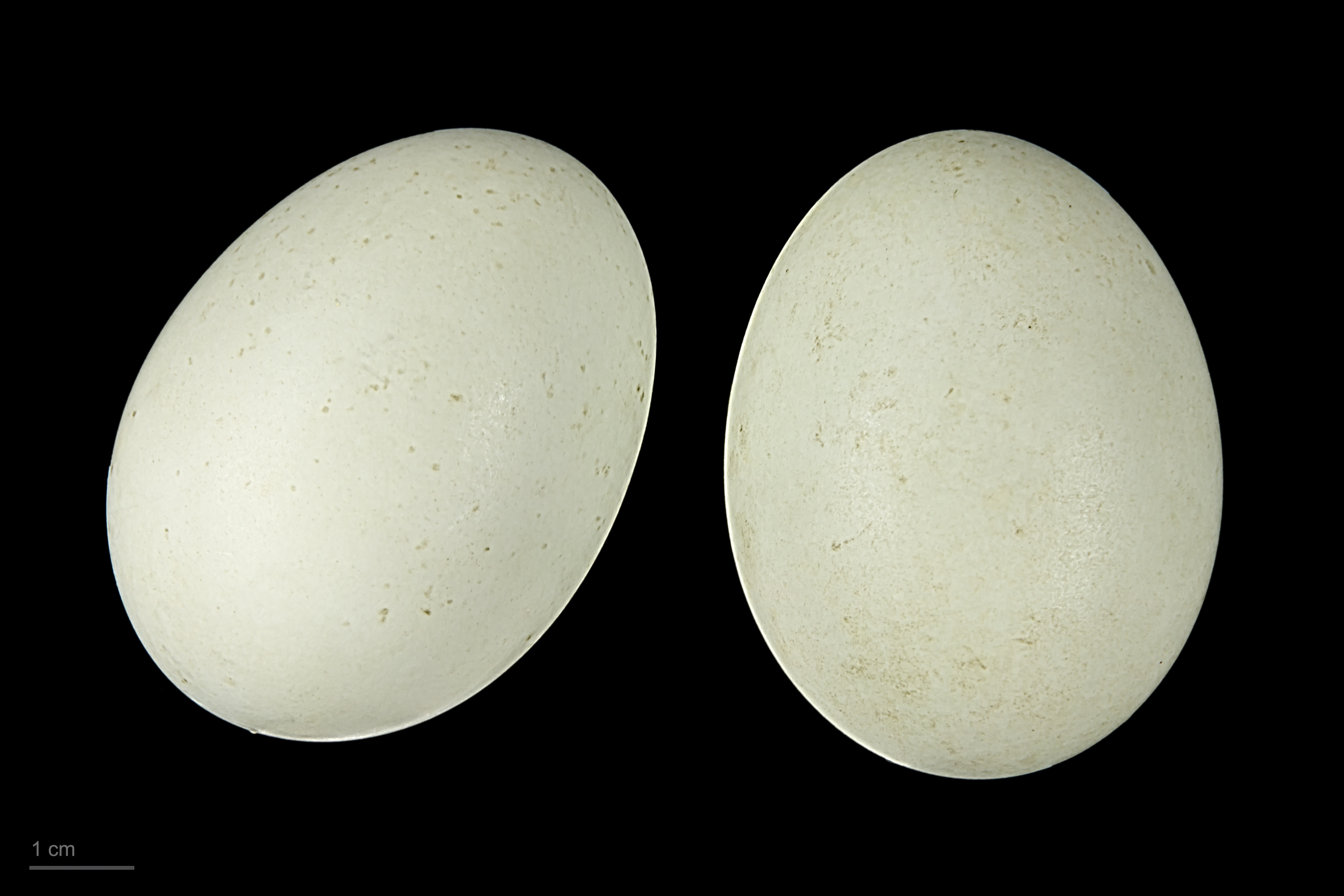
Bucephala islandica

キタホオジロガモ（北頬白鴨、学名：Bucephala islandica）は、カモ目カモ科に分類される鳥類の一種である。

## 分布
アラスカ南部からカルフォルニア北部にかけての北アメリカ西部と、ラブラドル半島、グリーンランド南部、アイスランドで繁殖する。冬期も繁殖地沿岸に留まることが多く、あまり長距離の渡りは行わない。一部の個体は、カルフォルニア南部やアメリカ東海岸中部に渡り越冬する。
日本では迷鳥として、北海道と岩手県で記録がある。

## 形態
体長約45cm。翼開長67-84 cm。雄の方がやや大きい。雄成鳥は頭部が青い光沢を帯びた黒色で、嘴の基部に三日月型の黒斑がある。背中は黒く、肩羽に白い斑がある。腹部は白い。飛翔時に翼上面の白色部分が2つに分かれて見える。成鳥雌は、頭部が褐色で頸の部分が白く、背中や腹部は灰褐色である。

## 生態
繁殖期は、内陸の湖沼や池の周囲に生息する。かなり高い山地の池などでも見られる。非繁殖期は、繁殖地からそれほど離れていない湖沼や、内湾、海岸などに生息する。ホオジロガモとは非常に近縁な種とされているが、習性はむしろヒメハジロと似ている。
食性は主に動物食。
繁殖形態は卵生。水辺近くの樹洞を利用して営巣するが、岩の間に営巣することもある。1腹9-11個の卵を産み、抱卵日数は32日である。